# 佐々木有生
佐々木 有生（ささき ゆうき、1976年9月12日 - ）は、日本の男性総合格闘家。北海道釧路市出身。

## 来歴
高校2年生の時にUFC 1のホイス・グレイシーの戦いを見て格闘家を志す。地元の大道塾に入門し、19歳で単身タイへ飛びムエタイ修行を積む。
帰国後、寝技習得のために上京し、偶然格闘技道場で出会った菊田早苗と意気投合。公共の体育館で2人だけで練習するようになり、それが後のGRABAKAの原点となった。
1998年4月10日、プロデビュー戦となった修斗で割田康士と対戦し、ヒールホールドで一本勝ち。同年の7月18日には竹内出から判定で勝利。
1999年5月27日、修斗で桜井隆多と対戦し、ヒールホールドで一本勝ち。
2001年からはパンクラスを主戦場とし、2月4日、デビュー戦となった渡辺大介戦では腕ひしぎ十字固めで一本勝ち。
2001年2月4日、パンクラスで美濃輪育久と対戦。序盤から打撃で美濃輪を苦しめるも、3R開始直後にリバースアンクルホールドで一本負け。
2001年10月1日、パンクラスでパンクラスismとGRABAKAとの5対5の対抗戦が行われる。佐々木は副将として石井大輔と対戦、強烈な左ハイキックを石井にヒットさせ、そのまま腕ひしぎ十字固めで一本勝ち。
2002年3月30日、DEEPでグスタボ・シムと対戦し、引き分けた。
2002年9月29日、パンクラスでアレックス・スティーブリングと対戦し、3-0の判定勝ち。
2002年12月23日、PRIDE初出場となったPRIDE.24でホドリゴ・グレイシーと対戦し、判定負けを喫した。
2003年4月12日、パンクラスでヒカルド・アルメイダと対戦し、判定負け。
2005年3月6日、パンクラスでグスタボ・シムと再戦し、判定負け。
2006年8月17日、UFC初出場となったUFC Fight Night 6でディーン・リスターと対戦し、判定負けを喫した。
2007年11月16日、Strikeforceのミドル級トーナメント1回戦でジョルジ・サンチアゴと対戦予定であったが、MRI検査で異常が発見され、カリフォルニア州アスレチック・コミッションからライセンスが発行されず欠場となった。
2008年5月18日、戦極初出場となった戦極 〜第二陣〜でジョルジ・サンチアゴと対戦し、腕ひしぎ十字固めで一本負け。
2008年9月28日、戦極 〜第五陣〜のミドル級（-83kg）グランプリシリーズ1回戦で近藤有己と対戦し、チョークスリーパーで一本勝ち。
2008年11月1日、戦極 〜第六陣〜のミドル級グランプリシリーズ準決勝で中村和裕と対戦し、判定負け。
2010年2月25日、Bitetti Combat 6でパウロ・フィリオと対戦予定であったが、フィリオの欠場により試合が消滅した。12月4日、Bitetti Combat 8で改めてフィリオと対戦し、0-3の判定負けを喫した。
2010年12月30日、戦極 Soul of Fightでマメッド・ハリドヴと対戦し、パウンドによるTKO負けを喫した。
2016年8月31日、GRABAKAを退団した。

## 戦績

### 総合格闘技
| 総合格闘技 戦績 | 総合格闘技 戦績 | 総合格闘技 戦績 | 総合格闘技 戦績 | 総合格闘技 戦績 | 総合格闘技 戦績 | 総合格闘技 戦績 |
| --------------- | --------------- | --------------- | --------------- | --------------- | --------------- | --------------- |
| 49 試合         | (T)KO           | 一本            | 判定            | その他          | 引き分け        | 無効試合        |
| 25 勝           | 2               | 15              | 8               | 0               | 2               | 0               |
| 22 敗           | 5               | 4               | 13              | 0               | 2               | 0               |

| 勝敗 | 対戦相手                       | 試合結果                         | 大会名                                                    | 開催年月日     |
| ×    | グレン・スパルヴ               | 1R TKO                           | Australian FC 18                                          | 2017年4月14日  |
| ×    | タハール・アドビ               | 5分2R終了 判定0-3                | AOW 18                                                    | 2016年7月30日  |
| ○    | 小池秀信                       | 1R 4:40 チョークスリーパー       | DEEP CAGE IMPACT 2015                                     | 2015年8月29日  |
| ○    | キム・リュル                   | 5分2R終了 判定3-0                | GRABAKA LIVE! 3                                           | 2013年10月27日 |
| △    | 金原弘光                       | 5分3R終了 判定0-0                | GRABAKA LIVE! 2                                           | 2012年10月27日 |
| ×    | 中村K太郎                      | 5分3R終了 判定0-3                | 修斗                                                      | 2012年5月18日  |
| ○    | 門馬秀貴                       | 5分3R終了 判定3-0                | GRABAKA LIVE! 1st CAGE ATTACK                             | 2011年10月15日 |
| ×    | マメッド・ハリドヴ             | 1R 2:22 TKO（パウンド）          | 戦極 Soul of Fight                                        | 2010年12月30日 |
| ×    | パウロ・フィリオ               | 5分3R終了 判定0-3                | Bitetti Combat 8: 100 Years of Corinthians                | 2010年12月4日  |
| ×    | ザビアー・ルーカス             | 5R KO（パンチ）                  | Xtreme MMA 3 【XMMA世界ミドル級王座決定戦】               | 2010年11月5日  |
| ×    | ショーン・サーモン             | 5分3R終了 判定0-3                | Fight Festival 26                                         | 2009年10月17日 |
| ×    | 中村和裕                       | 5分3R終了 判定0-3                | 戦極 〜第六陣〜 【ミドル級グランプリシリーズ2008 準決勝】 | 2008年11月1日  |
| ○    | 近藤有己                       | 2R 1:08 チョークスリーパー       | 戦極 〜第五陣〜 【ミドル級グランプリシリーズ2008 1回戦】  | 2008年9月28日  |
| ×    | ジョルジ・サンチアゴ           | 3R 2:10 腕ひしぎ十字固め         | 戦極 〜第二陣〜                                           | 2008年5月18日  |
| ○    | ソ・ボグック                   | 1R 1:46 腕ひしぎ十字固め         | DEEP GLOVE                                                | 2007年7月26日  |
| ×    | ディーン・リスター             | 5分3R終了 判定0-3                | UFC Fight Night 6                                         | 2006年8月17日  |
| ○    | ポール・テイラー               | 1R 腕ひしぎ十字固め              | Pain and Glory 2006                                       | 2006年5月6日   |
| ×    | レオナルド・ルシオ・ナシメント | 1R 2:23 スピニングチョーク       | WCFC: No Guts No Glory 【準決勝】                         | 2006年3月18日  |
| ○    | ロドニー・ファベイラス         | 1R 4:40 腕ひしぎ十字固め         | WCFC: No Guts No Glory 【1回戦】                          | 2006年3月18日  |
| ○    | タカ・クノウ                   | 1R 2:20 KO（右ストレート）       | DEEP 22 IMPACT                                            | 2005年12月2日  |
| ×    | グスタボ・シム                 | 5分3R終了 判定0-2                | PANCRASE 2005 SPIRAL TOUR                                 | 2005年3月6日   |
| ○    | 白井祐矢                       | 5分3R終了 判定3-0                | PANCRASE 2004 BRAVE TOUR                                  | 2004年11月26日 |
| ○    | バック・メリディス             | 2R 3:13 三角絞め                 | PANCRASE 2004 BRAVE TOUR                                  | 2004年9月24日  |
| ×    | ファービオ・レオポルド         | 5分3R終了 判定0-2                | PANCRASE 2004 BRAVE TOUR                                  | 2004年7月25日  |
| ○    | 内藤征弥                       | 5分3R終了 判定3-0                | PANCRASE 2004 BRAVE TOUR                                  | 2004年5月28日  |
| ×    | デビッド・テレル               | 2R 0:15 KO（左ストレート）       | PANCRASE 2003 HYBRID TOUR                                 | 2003年12月21日 |
| ○    | ヒース・シムズ                 | 5分3R終了 判定3-0                | PANCRASE 2003 HYBRID TOUR                                 | 2003年8月31日  |
| ×    | 渡辺大介                       | 1R 4:18 KO（右ストレート）       | PANCRASE 2003 HYBRID TOUR                                 | 2003年6月22日  |
| ×    | ヒカルド・アルメイダ           | 5分3R終了 判定0-3                | PANCRASE 2003 HYBRID TOUR                                 | 2003年4月12日  |
| ×    | ホドリゴ・グレイシー           | 3R（10分/5分/5分）終了 判定0-3   | PRIDE.24                                                  | 2002年12月23日 |
| ×    | 美濃輪育久                     | 5分3R終了 判定0-2                | PANCRASE 2002 SPIRIT TOUR                                 | 2002年11月30日 |
| ○    | アレックス・スティーブリング   | 5分3R終了 判定3-0                | PANCRASE 2002 SPIRIT TOUR                                 | 2002年9月29日  |
| ○    | ジョン・グローバー             | 2R 1:19 腕ひしぎ十字固め         | PANCRASE 2002 SPIRIT TOUR                                 | 2002年5月28日  |
| △    | グスタボ・シム                 | 5分3R終了 判定0-1                | DEEP2001 4th IMPACT in NAGOYA                             | 2002年3月30日  |
| ○    | KEI山宮                        | 1R 4:29 腕ひしぎ十字固め         | PANCRASE 2002 SPIRIT TOUR                                 | 2002年1月27日  |
| ○    | 渋谷修身                       | 3R 3:42 腕ひしぎ三角固め         | PANCRASE 2001 PROOF TOUR                                  | 2001年12月1日  |
| ○    | 石井大輔                       | 1R 3:01 腕ひしぎ十字固め         | PANCRASE 2001 PROOF TOUR                                  | 2001年10月30日 |
| ○    | ジェイソン・デルーシア         | 2R 3:05 腕ひしぎ十字固め         | PANCRASE 2001 PROOF TOUR                                  | 2001年7月29日  |
| ×    | 美濃輪育久                     | 3R 0:25 リバースアンクルホールド | PANCRASE 2001 PROOF TOUR                                  | 2001年5月13日  |
| ○    | 渡辺大介                       | 1R 4:12 腕ひしぎ十字固め         | PANCRASE 2001 PROOF TOUR                                  | 2001年2月4日   |
| ×    | マルタイン・デ・ヨング         | 1R 0:40 三角絞め                 | 修斗 R.E.A.D. 〜2000 SHOOTO〜                             | 2000年11月12日 |
| ×    | 須田匡昇                       | 5分3R終了 判定0-3                | 修斗 R.E.A.D. 〜2000 SHOOTO〜                             | 2000年4月2日   |
| ○    | ロナルド・ジューン             | 3R 2:20 腕ひしぎ三角固め         | 修斗 R.E.A.D. 〜2000 SHOOTO〜                             | 2000年1月14日  |
| ×    | ラリー・パパドポロス           | 5分3R終了 判定0-3                | III 修斗 the Renaxis 1999                                 | 1999年7月16日  |
| ○    | 桜井隆多                       | 1R 2:00 ヒールホールド           | 修斗 下北沢修斗劇場 第3弾 Shooter's Passion               | 1999年5月27日  |
| ○    | 草柳和宏                       | 1R 0:46 TKO（パンチ連打）        | 修斗 Las Grandes Viajes 6                                 | 1998年11月27日 |
| ○    | 鶴巻伸洋                       | 5分2R終了 判定3-0                | 修斗 下北沢修斗劇場 第1弾 Shooter's Dream                 | 1998年9月18日  |
| ○    | 竹内出                         | 5分2R終了 判定3-0                | 修斗 SHOOTO GIG '98 2nd                                   | 1998年7月18日  |
| ○    | 割田康士                       | 1R 1:19 ヒールホールド           | 修斗 SHOOTO GIG '98                                       | 1998年4月10日  |

### グラップリング
| 勝敗 | 対戦相手 | 試合結果          | 大会名                                                 | 開催年月日    |
| △    | 大石幸史 | 5分1R終了 判定0-0 | PANCRASE 2002 SPIRIT TOUR 【キャッチレスリングルール】 | 2002年8月25日 |